# Nethinius obscuripes
Nethinius obscuripes là một loài bọ cánh cứng trong họ Cerambycidae.